# Adrienne Goodson
Adrienne Goodson (Bayonne, 19 ottobre 1966) è un'ex cestista, allenatrice di pallacanestro e dirigente sportiva statunitense, professionista nella ABL e nella WNBA.

## Carriera
È stata selezionata dalle Utah Starzz al terzo giro del Draft WNBA 1999 (27ª scelta assoluta).
Con gli Stati Uniti ha disputato le Universiadi di Buffalo 1993.

## Palmarès
- Campionessa NCAA (1985)
- All-ABL First Team (1997)
- All-ABL Second Team (1998)